# Шейною
Шейною (рум. Șeinoiu) — село у повіті Келераш в Румунії. Входить до складу комуни Темедеу-Маре.
Село розташоване на відстані 38 км на схід від Бухареста, 65 км на північний захід від Келераші.

## Населення
За даними перепису населення 2002 року у селі проживали 308 осіб, з них 306 осіб (99,4%) румунів. Усі жителі села рідною мовою назвали румунську.